# غريغ ريتشاردسون
غريغ ريتشاردسون (بالإنجليزية: Greg Richardson)‏ (7 فبراير 1958 بأوهايو في الولايات المتحدة - ) هو ملاكم أمريكي، صنّف ضمن فئة وزن الريشة السوبر ‏ ووزن البانتام ‏.

## روابط خارجية
- غريغ ريتشاردسون على موقع بوكس ريك (الإنجليزية) (registration required)